# Esbjerg Redningsstation
Esbjerg Redningsstation är en dansk sjöräddningsstation, som inrättades 1907 i Esbjergs hamn. Till skillnad från andra tidigare räddningsstationer vid Nordsjön i södra Jylland var Esbjerg Redningsstation en hamnstation, men den utrustades först 1922 med en motorräddningsbåt.
Stationen har idag också en räddningspråm. Nuvarande räddningsfartyg är den 16,5 meter långa räddningskryssaren MRB Niels Iversen och den öppna fast rescue boat FRB 18, en Marine Partner Alusafe 1070.